# Deroceras bistimulatum
Deroceras bistimulatum is een slakkensoort uit de familie van de Agriolimacidae. De wetenschappelijke naam van de soort is voor het eerst geldig gepubliceerd in 2000 door Wiktor.